# 恰塔尔普尔
恰塔尔普尔（Chhatarpur），是印度中央邦恰塔尔普尔县的一个城镇。总人口136998（2017年）。

## 人口
该地2001年总人口99519人，其中男性53129人，女性46390人；0—6岁人口14694人，其中男7760人，女6934人；识字率68.95%，其中男性为75.00%，女性为62.01%。